# Kemecse
Kemecse là một thành phố thuộc hạt Szabolcs-Szatmár-Bereg, Hungary. Thành phố này có diện tích 38,94 km², dân số năm 2010 là 4744 người, mật độ 122 người/km².